# Calcutta (Suriname)
Calcutta è un comune (ressort) del Suriname di 1.918 abitanti.